# Rajputana

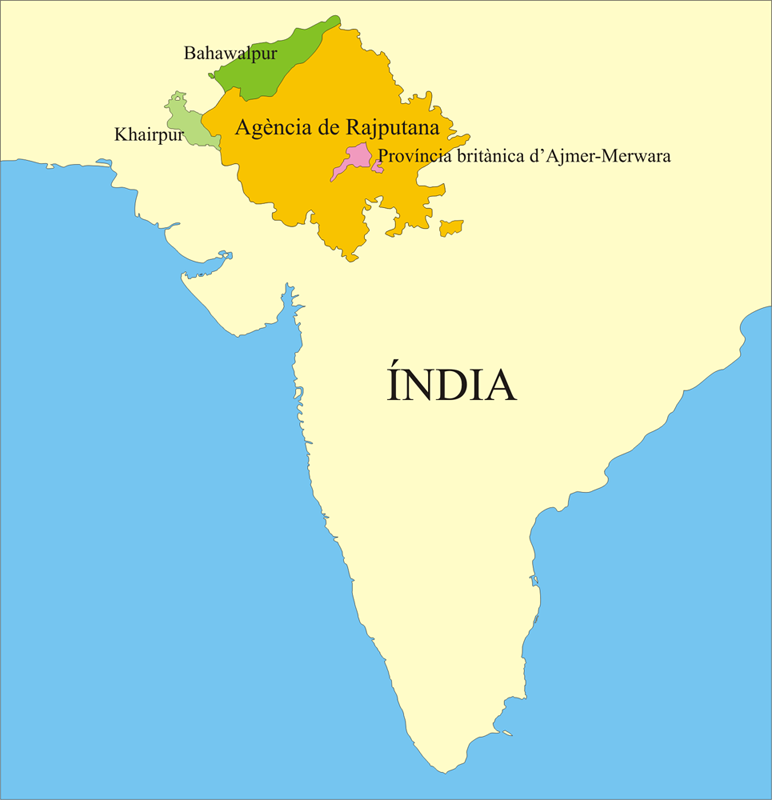
Agència de Rajputana

Rajputana (el país dels rajputs) també Rajasthan (la terra dels rajput) i Rajwara (la terra dels prínceps) fou l'antic nom a gran trets del modern estat indi de Rajasthan. Administrativament el nom fou donat a un territori de l'Índia Britànica anomenat Agència de Rajputana, que incloïa 18 principats (els sobirans amb títol d'Altesa Reial), 2 sobiranies menors (els sobirans sense aquell títol) i la província britànica d'Ajmer Merwara. La seva superfície era de 337.896 km², incloent-hi Ajmer-Merwara (7021 km²) i els districtes de Gangapur (67 km²) i Nandwas (93 km²) que pertanyen a Gwalior i Indore respectivament però estaven enclavats a l'estat d'Udaipur, i també incloent 543 km² de terres en litigi. No s'incloïen els territoris dominats per sobirans rajput fora de Rajputana (especialment els tres districtes de Tonk a l'Índia Central amb 3727 km²).

## Geografia

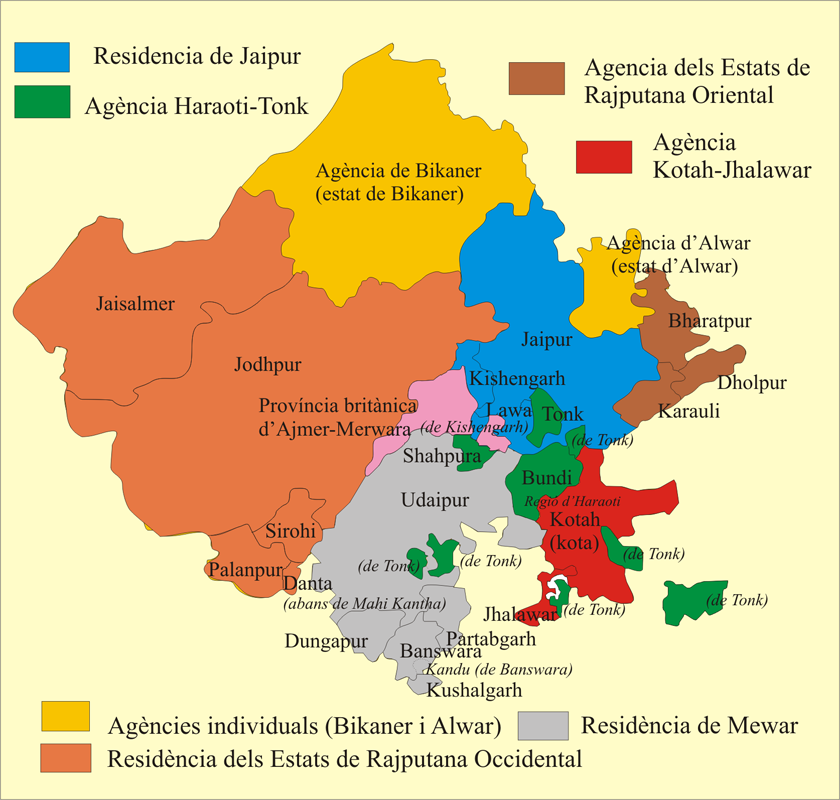
Agències i Residències dins l'Agència de Rajputana

El país és de nord-est a sud-oest per les muntanyes Aravalli, al final de les quals al sud-oest es troba el mont Abu (1751 metres). El riu Luni marca a l'est el límit de la zona desèrtica (el Thar), que va entre el Sind i aquest riu; al nord de Jodhpur (ciutat) i Jaisalmer (ciutat) es troba el Petit Desert. La part al sud-est dels Aravalli és la part fèrtil, amb rius i valls productives i bona terra. Les muntanyes Mukandawara són a aquesta zona en territori de Kotah.
Els rius principals són el Luni, el Ghaggar i el Chambal. Aquest darrer és el riu més llarg i té com afluents el Kali Sind, Parbati i Banas. Al nord-est el riu Banganga entra al districte d'Agra i s'uneix al Jumma; i a l'extrem sud cal esmentar el Mahi.
El llac principal és el llac salat de Sambhar; altres llacs famosos són el Debhar, el Pichola, el Raj Samand i el Kankroli.
La població era 10.100.542 el 1881, de 12.220.343 el 1891 i de 9.723.301 el 1901. Dos terços de la població es dedicava a l'agricultura.
Les ciutats principals eren Jaipur (160.167 habitants el 1901), Jodhpur, Alwar, Bikaner, Udaipur, Bharatpur, Tonk i Kotah. Totes tenien rang de municipalitat excepte Udaipur.

## Llengua, religió, castes i grups
La llengua principal és el rajasthaní (parlat per més de set milions) però dividit en no menys de 16 varietats dialectals i en quatre grans grups: marwarí (més de quatre milions), jaipurí, mewatí i malwí, Segueix l'indi occidental (varietats de braj bhasha i urdu) i dialectes bhil.
La majoria de la població és hindú (més de vuit milions) seguida dels musulmans (9%) i els jains i animistes (3,5% cadascuna); els cristians eren un tres mil i altres (sikhs, jueus, etc.) altres tres mil.
Entre les castes i ètnies dominen els bramans (més d'un milió), jats, mahajans, chamars, rajputs, mines, gujars, bhils, malis i balais.

## Comunicacions
El ferrocarril va passar en 25 anys (del 1881 al 1906) de 1049 km a 2537 km, la meitat del govern britànic i la resta dels diversos estats. La més important és la línia Rajputana-Malwa, que era del govern, amb 1159 km, iniciada a Ahmedabad i que avança cap al nord-est fins a Bandikui on dues branques segueixen cap a Delhi i Agra. El govern només disposa d'un altra línia de 30 km a l'estat de Dholpur. De les línies dels prínceps la principal és la Jodhpur-Bikaner, feta per ambdós sobirans entre 1881 i 1902, amb 1127 km en total dels quals 732 són de Jodhpur i la resta de Bikaner.

## Fams
Periòdicament el país va patir epidèmies de fam. La del 1661 fou molt destructiva; altres s'esmenten el 1746, 1755, 1783-1785, 1804, 1812-1813, 1833-1834, 1837-1838, 1848-1849, 1860-1861, 1868-1869, 1877, 1891-1892 i 1899, així com altres al segle xx. No sempre van afectar tot Rajputana, però en tot cas les fams en unes regions eren generalment almenys escassetat en altres, ja que la causa principal era la manca de pluja durant el monsó.

## Administració
L'agència de Rajputana estava dividida en tres residències, i cinc agències:
- Residència de Mewar
  - Banswara
  - Dungarpur
  - Udaipur
  - Partabgarh
- Residència dels Estats de Rajputana Occidental
  - Jodhpur
  - Jaisalmer
  - Sirohi
- Residència de Jaipur
  - Jaipur
  - Kishangarh
  - Lawa
- Agència Haraoti-Tonk
  - Bundi
  - Tonk
  - Shahpura
- Agència dels Estats de Rajputana Oriental
  - Bharatpur
  - Dholpur
  - Karauli
- Agència de Kotah-Jhalawar
  - Kotah
  - Jhalawar
- Agència de Bikaner
  - Bikaner
- Agència d'Alwar
  - Alwar

El 1906 la Residència de Mewar es va dividir en l'Agència dels Estats de Rajputana Occidental i la Residència d'Udaipur o Mewar (la tercera residència amb un únic estat). El 1933 l'antiga Residència de Palanpur es va unir a l'agencia Rajputana dins la residència dels Estats de Rajputana Occidental. Rajputana tenia 39 ciutats o municipis.

## Govern
El govern de l'Agència de la Rajputana corresponia a l'agent del governador general que era al mateix temps comissionat de la província d'Ajmer-Merwara, assistit per tres ajudants, i altres càrrecs tècnics (cap metge, cap cirurgià, i superintendent enginyer i secretari d'obres públiques). Subordinats a la seva autoritat hi havia els tres residents i els cinc agents polítics.
En el segle XIX i fins a la independència de l'Índia van exercir el càrrec d'Agent del Governador General a Rajputana:
- Coronel A. Lockett 1832-1834
- Major N. Alves 1834-1841
- Coronel J. Siutherland 1841-1848
- Coronel J. Low 1848-1852
- Coronel G. Lawrence 1852-153
- Coronel Sir H. Lawrence 1853-1857
- Coronel G. Lawrence 1857-11864
- coronel E. K. Elliot 1864-1865
- Coronel W. F. Eden 1865-1867
- Coronel R. H. Keatinge 1867-1874
- Coronel Sir L. Pelly 1874
- Sir A. C. Lyall 1874-1878
- Coronel Sir E. Bradford 1878-1887
- Coronel C. K. M. Walter 1887-1890
- Coronel G. H. Trevor 1890-1895
- Sir R. J, Crosthwaite 1895-1898
- Sir A. Martindale 1898-1905
- E. G. Colvin 1905-1918
- John Manners Smith 1918-1919
- Robert Erskine Holland 1919-1925
- Stewart Blakeley Agnew Patterson 1925-1927
- Leonard William Reynolds 1927 - 1932
- George Drummond Ogilvie 1932 - 1937
- Arthur Cunningham Lothian 1937 - 1944
- Hiranand Rupchand Shivdasani 1944 - 1947

## Moneda
La Native Coinage Act, IX 1876 va donar poder al governador general per igualar la moneda britànica i la dels principats; van utilitzar primer les facultats de la llei el principat d'Alwar el 1877 i després Bikaner el 1893. Després d'aquesta data per pressió britànica les monedes dels principats es van eliminar. El 1905 només restaven Bundi, Tonk, Jaipur, Jaisalmer, Kishangarh, Udaipur, i Shahpura, i tots estaven en via d'eliminar-la.

## Domini de la terra
Les terres dels darbars o governs eren anomenades khalsa. Les que estaven en mans de nobles (o associacions religioses) eren els jagirs, inam, bhum, muafi, sasan, dharmada i encara altres noms. A les khalsa el darbar (i per tant el maharaja) era el sobirà absolut; en alguns estats regia el sistema dels zamindas, en les que les khalsa eren atorgades en explotació a un zamindar a canvi d'un pagament fix. Els jagirs inicialment eren feus concedits a caps rajputs a canvi de serveis militars; els jagirdars (senyors) o thakurs (nobles) feien serveis al maharaja i gaudien del territori de manera vitalícia. Els bhum, tinguts pels bhumies, eren terres concedides a canvi d'una petita renda, i la resta eren terres concedides en llocs de salaris, segons els oficis i l'origen (per exemple a un rajput o a un braman).

## Exèrcit i policia
A Rajputana estava establert la divisió Mhow del comandament occidental de l'Exèrcit de l'Índia amb tres quarters a Erinpura, Kherwara i Kotra i el sanitarium d'Abu. El total de forces era de 1700 homes. La resta eren el Regiment 43 d'Erinpura, el Cos de Mewar Bhil i el regiment 42 de Deoli, i el 44 regiment d'infanteria de Merwara que vigilava l'explotació de sal a Sambhar.
El segon batalló de Voluntaris ferroviaris de Bombai, Baroda i l'Índia Central tenia la seva seu a Ajmer, i el formaven 250 homes; vigilaven la via Abu a Bandikui.
Les tropes al servei de l'Imperi estaven proveïdes pels darbars (governs) nadius i dirigits per oficials britànics, en total uns 5000 homes. Aquestes forces van servir a Chitral (1895), Tirah (1897-1898), Xina (1901) i Somaliland (1903-1904).
Les forces locals dels prínceps eren 42.000 homes.
La policia estava en mans dels darbars i dels senyors locals. La policia dels governs dels estats nadius sumava uns onze mil homes.

## Educació
La primera escola es va obrir a Alwar el 1842, i va seguir Jaipur el 1845 i Bharatpur el 1858; entre 1863 i 1870 es van obrir a tots els estats. El 1905 hi havia 647 escoles de les quals 510 eren dels darbars, 103 de persones privades o comunitats, i 34 de missioners (4 col·legis, 86 escoles secundàries, 545 escoles primàries de les quals 53 eren per a noies, i 12 escoles especials). El 1905 el 62 per mil dels homes podien llegir i escriure i només el 2 per mil de les dones.

## Sanitat
El 1855 només hi havia 9 dispensaris però ja eren 58 el 1871. El 1905 hi havia 178 hospitals i dispensaris (7 hospitals) dels que 168 eren mantinguts pels darbars, 8 pel govern britànic i 2 pel govern amb ajut de particulars.